# Платунов, Дмитрий Юрьевич
Дмитрий Юрьевич Платунов (род. 29 апреля 1969) — российский дзюдоист и сумоист, чемпион и призёр чемпионатов России по дзюдо, чемпион России по сумо.

## Спортивные достижения
- Чемпионат России по дзюдо 1993 года (свыше 95 кг) — ;
- Чемпионат России по дзюдо 1993 года (абсолютная категория) — ;
- Чемпионат России по дзюдо 1994 года (свыше 95 кг) — ;
- Чемпионат России по дзюдо 1994 года (абсолютная категория) — ;
- Чемпионат России по дзюдо 1995 года (свыше 95 кг) — ;